# Мішна

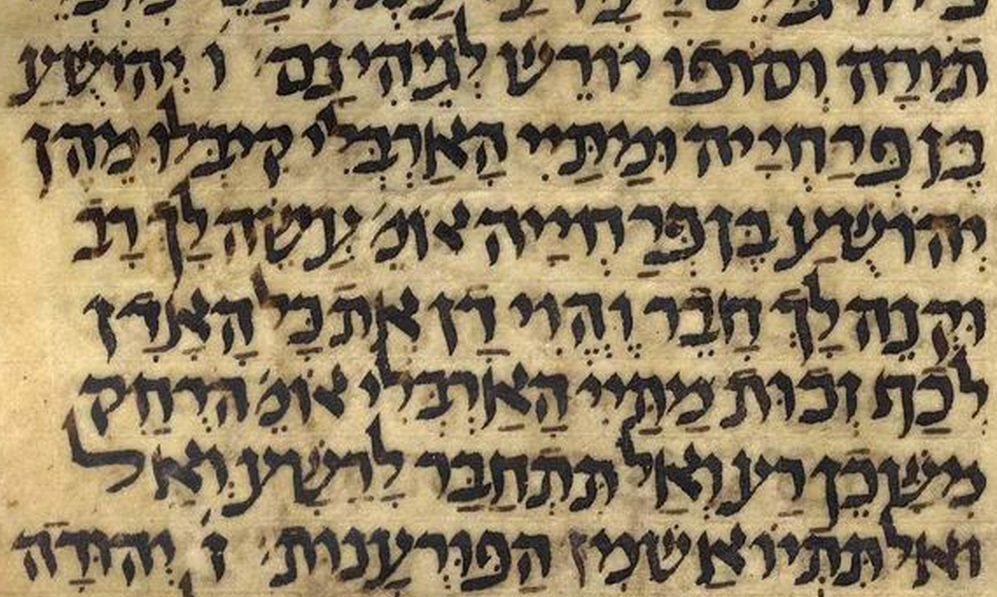
Фрагмент трактату Мішни ХІІ ст.

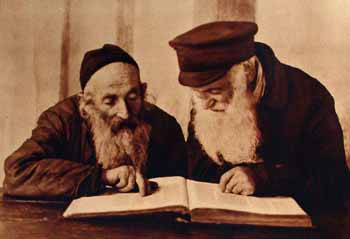
Пінські євреї читають Мішну, 1924 рік

Мішна (івр. משנה букв. «повторювання», від давньоєврейського шана «читати») — компіляція усної Тори, складена приблизно 200 року в Палестині Юдою га-Насі та його сподвижниками.
Якесь невелике зібрання законів і норм, що регламентували службу в Єрусалимському Храмі, імовірно, існувало і в більш ранній період. Можливо, воно було складене вченим священиком (жерцем) або членом синедріону як практичне керівництво для священослужителів.
Вчені Ямнійської академії після зруйнування Другого Храму (70 рік) спробували зібрати розрізнені частки усної традиції, щоб зберегти її для нащадків.
Підвалини Мішни заклав рабі Аківа, який упорядкував і систематизував Галаху (законодавчі настанови).
Цю роботу продовжив його учень рабі Меїр. Надалі кожний голова академії редагував це зведення як основний текст для вивчення усної Тори.
Загальне ж визнання здобуло зібрання Юди га-Насі, що використав у своїй редакції щонайменше 30 попередніх.